# Élections cantonales tessinoises de 2023
Les élections cantonales tessinoises ont lieu le 2 avril 2023 afin de renouveler les 90 membres du Grand Conseil et les 5 membres du Conseil d'État du canton du Tessin.